# Daniellia alsteeniana
Daniellia alsteeniana là một loài thực vật có hoa trong họ Đậu. Loài này được P.A.Duvign. mô tả khoa học đầu tiên.